# Apio Claudio Craso (cónsul 349 a. C.)
Apio Claudio Craso Inregilense  (m. 349 a. C.) fue un político y militar romano del siglo IV a. C., miembro de los Claudios Crasos, una familia patricia perteneciente a la gens Claudia.

## Carrera pública
Se distinguió por su oposición a las Leges Liciniae-Sextiae del año 367 a. C. En el 362 a. C., después de la muerte del cónsul Lucio Genucio Aventinense, fue nombrado dictador para llevar a cabo la guerra contra los hérnicos, contra los que logró una victoria.
En el año 349 a. C. fue nombrado cónsul, pero murió al comienzo de su año de magistrado.